# 鳥 (アリストパネス)
『鳥』（とり、希: Ὄρνιθες, Ornithes, オルニテス、羅: Aves）は、古代ギリシアのアリストパネスによるギリシア喜劇の1つ。
元トラキア王テーレウスの鳥ヤツガシラの森のすみかに、裁判に嫌気がさしたアテナイ人エウエルピデース（「楽観的な」の意）とペイセタイロス（「仲間を説得した者」の意）が尋ね、風刺的な物語が展開されていく。題名は、24種類の鳥から成るコロス（合唱隊）にちなむ。
紀元前414年の大ディオニューシア祭で上演され、2等になった。優勝はアメイプシアスの『飲み騒ぐ人々（コーマスタイ）』、3等はプリュニコスの『孤独に暮らす男（モノトロポス）』だった。

## 日本語訳
- 『鳥』 吳茂一訳、岩波文庫、1944年
- 『ギリシア喜劇2』 呉茂一訳、ちくま文庫、1986年
  - 『世界古典文学全集12　アリストパネス』筑摩書房、1964年 - 元版
  - 『ギリシア喜劇全集1』 人文書院、1961年 - 別版
- 『ギリシア喜劇全集2 アリストパネースII』 久保田忠利訳、岩波書店、2008年